# Комбр (Лоара)
Комбр (фр. Combre) насеље је и општина у источној Француској у региону Рона-Алпи, у департману Лоара која припада префектури Роан.
По подацима из 2011. године у општини је живело 434 становника, а густина насељености је износила 108,23 становника/km². Општина се простире на површини од 4,01 km². Налази се на средњој надморској висини од 454 метара (максималној 482 m, а минималној 334 m).

## Демографија
| 1962. | 1968. | 1975. | 1982. | 1990. | 1999. | 2011. |
| ----- | ----- | ----- | ----- | ----- | ----- | ----- |
| 161   | 169   | 151   | 182   | 267   | 283   | 434   |

График промене броја становника у току последњих година